# Amphipoea erepta
Amphipoea erepta là một loài bướm đêm trong họ Noctuidae.